# Tanec draků
Tanec draků (v anglickém originále The Dance of Dragons) je devátý díl páté řady seriálu Hra o trůny na motivy ságy George R. R. Martina. Celkově se jedná o 49 epizodu a její režie se ujal David Nutter, zatímco scénář psali hlavní tvůrci David Benioff a D. B. Weiss. Díl si získal rozličné hodnocení, jelikož kritice sice chválili závěrečnou scénu s Daenerys, naopak upálení Shireen bylo kritizováno.

## Děj

### Na severu

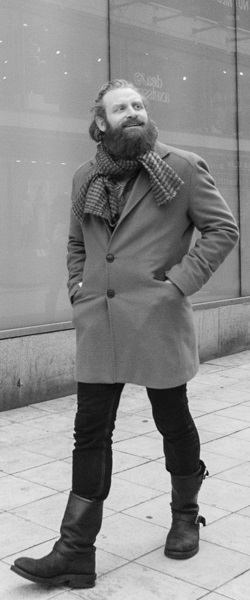
Kristofer Hivju, představitel Tormunda Obrozhouby

Armáda Stannise Baratheona (Stephen Dillane) zažívá ránu v podobě podpálení části tábořiště. Baratheon pak vysílá svého pobočníka, Davose Mořského (Liam Cunningham), aby dojel na Černý hrad a získal od Jona zásoby jídla a vody. Davos usiluje alespoň o to, aby s sebou mohl vzít Shireen, aby nemusela být při obléhání, což Stannis odmítá.
Stannis si chce promluvit s Shireen a naznačuje cosi nejasného. Sama jeho dcera se ho nakonec zeptá, zda by mu nějak mohla pomoct a on odpoví, že ano. Nakonec ji prosí o odpuštění. V dalším záběru Shireen vedou zajatci k hranici. Než zjistí, o co jde, je pozdě. Melisandra (Carice van Houtenová) nechá princeznu upálit, zatímco její otec to sleduje. Vše omlouvá tím, že je to kvůli zdaru války. Stannisova manželka Selyse (Tara Fitzgerald) se sice svoji dceru pokusí zachránit, je ale zadržena několika vojáky.

### Na Zdi
Jon Sníh (Kit Harington) se společně s Tormundem (Kristofer Hivju), vrací na Zeď s mnoha Divokými, které zachránil z Tvrdodomova. Přestože se nezdá, že by Jonův zástupce Alliser Thorne (Owen Teale) souhlasil s jeho počínáním, otevírá bránu a pouští všechny dovnitř. Jon si ale vyčítá, že většinu Divokých se mu zachránit nepodařilo a podlehli tak Bílým chodcům, Sam (John Bradley) mu to vyvrací.

### V Dorne
Jaime (Nikolaj Coster-Waldau) se setkává s Myrcellou (Nell Tiger Free) poté, co se neúspěšně pokusil se do Dorne proplížit a unést ji. Doran Martell (Alexander Siddig) nechce Lannistera popravit i přes to, co se pokusil udělat, a místo toho připíjí na zdraví králi Tommenovi, s čímž Ellaira (Indira Varma) nesouhlasí a víno raději vylije na podlahu. Doran dokonce uposlechne Jaimeho, resp. Tommenův, návrh a rozhodne se Myrcellu poslat zpět do Sedmi království, protože právě tam měla přijít výhružná zpráva týkající se mladé princezny. Nakonec propustí i Bronna (Jerome Flynn), který jako trest za napadení prince Trystana (Toby Sebastian) jednu ránu od vojáka Hotaha (DeObia Oparei).
Doran Martell je na Ellairu naštvaný kvůli její neposlušnosti a přinutí ji, aby mu buďto odpřísahala věrnost, nebo zemřela. Sama nakonec zvolí život. Jde pak za Jaimem a po krátké rozmluvě mu řekne, že ví, že Myrcella není jeho neteř, ale dcera, a že jí to nevadí.

### V Braavosu
Arya (Maisie Williamsová) prodává ústřice ve svém pojízdném krámku, když si všimne člunu přijíždějícího ze Sedmi království. Na jeho palubě je lord Tyrell (Roger Ashton-Griffiths), krom něj ale také Meryn Trant (Ian Beattie), muž z jejího seznamu. Trant si Aryi všimne, ale nepozná ji. Později se rozhodne navštívit jeden z nevěstinců, kam ho Arya následuje se zástěrkou, že jde prodávat své ústřice. Přes okno tajně pozoruje Meryna, jak si vybírá dívku, na každou z předvedených ale odvětí, že je příliš stará. Protože Arya sledovala Tranta, nestihla podat jed obchodníkovi a vymluví se tak Jaqenovi (Tom Wlaschiha), že muž ústřice nechtěl.

### V Meereenu
Daenerys (Emilia Clarkeová) s Tyrionem (Peter Dinklage), Missaindei (Nathalie Emmanuel), Daariem (Michiel Huisman) a Hizdahrem  (Joel Fry) sledují Velké hry. Daenerys svým tlesknutím odstartuje první souboj na život a na smrt. V druhém souboji proti sobě ale nastoupí Jorah Mormont (Iain Glen). I tento souboj královna spustí a přestože Jorah téměř zemře, zachrání ho jiný bojovník. Mormont nakonec přežije jako poslední. Najednou vyrve Jorah mrtvému bojovníkovi kopí z ruky a mrští ho přímo k Daenerys, čímž zabije jednoho z člena Synů Harpyje, který se ke královně plížil. Objevuje se více povstalců a všichni se snaží cizí královnu zabít. Hizdahr je také jedním zabit. Tyrionovi se podaří zachránit Missandei před jedním z vrahů a společně s královnou, Daariem a Jorahem utíkají pryč. Synů Harpyje je ale mnoho. Drogon přiletí Dany na záchranu a mnoho spiklenců zabije, když je ale zraněn, odlétá i s Daenerys pryč.

## Tvorba a hodnocení

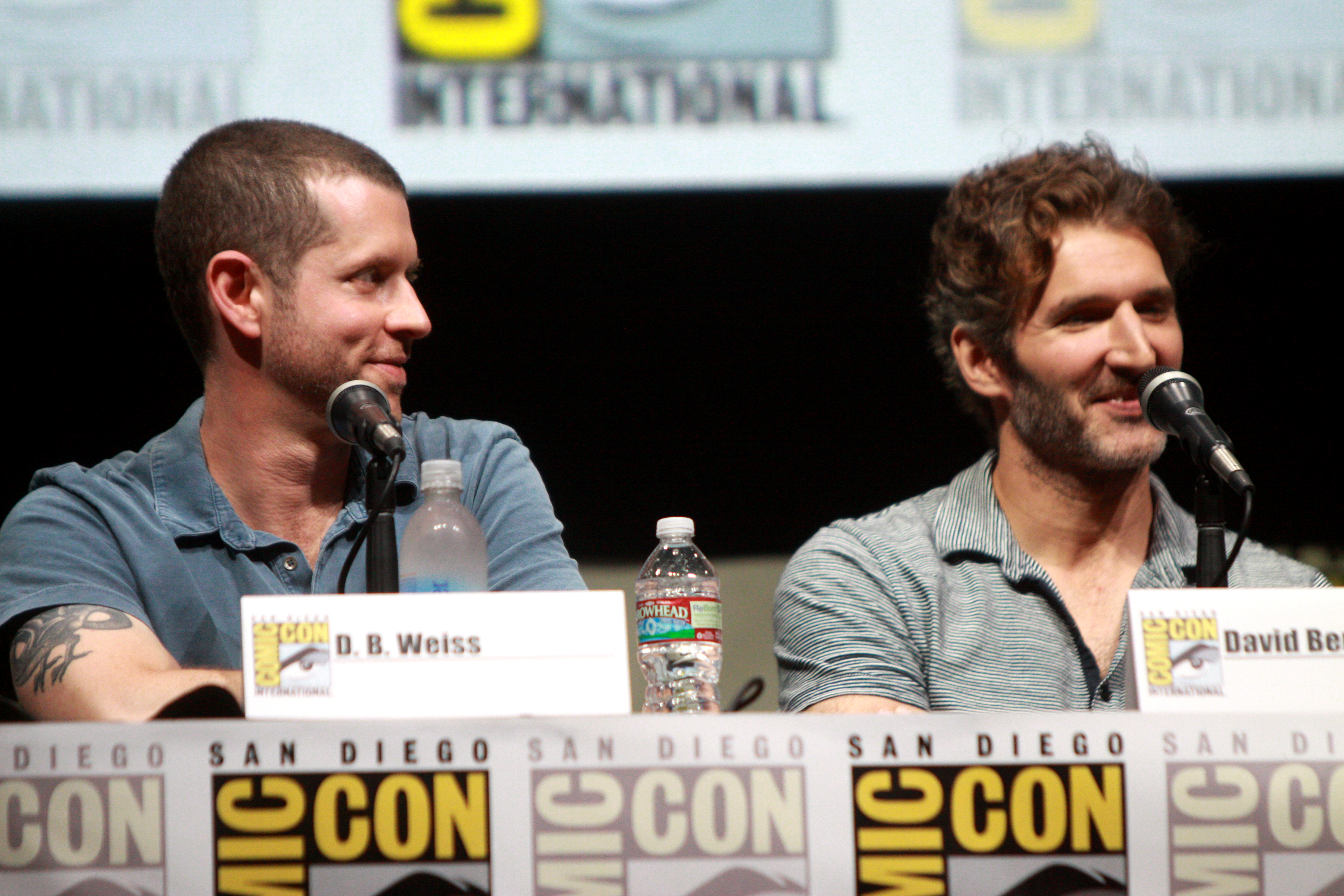
D. B. Weiss a David Benioff v roce 2013

Režie se ujali dva hlavní tvůrci, mimo Martina, tedy David Benioff a D. B. Weiss. Část epizody je čerpána z Martinovy knihy Tanec s draky, nicméně, například upálení Shireen není v žádné z doposud publikovaných knih a má se odehrát až v knize Vichry zimy. Tuto informaci přednesl George R. R. Martin oběma tvůrcům a ti souhlasili a scéna tak byla vytvořena.
První vysílání epizody zhlédlo 7,14 milionu Američanů. Ve Spojeném království to bylo 2,473 milionu diváků. Co se hodnocení týče, pak epizoda získala od kritiků spíše kladné přijetí, chválena byla především závěrečná scéna v jámě. Naopak postava Stannise byla jak chválena, tak kritizována: někteří diváci chválili vývoj charakteru, jiní zase tvrdili, že postava se zachovala úplně jinak, než pro ni bylo obvyklé a působilo to zvláštně. Matt Fowler z IGN epizodu ohodnotil velice dobře − 9,3/10 − a ocenil scénu, ve které Dany, zpočátku opatrně, vylézá na hřbet Drogona. Naopak Erik Kain z Forbes označil záběr s upálením Shireen za hrozný a nesnesitelný.